# Adultère (roman)
Adultère (Adultério) est un roman de Paulo Coelho paru en 2014. Il a été traduit du portugais par Françoise Marchand Sauvagnargues.

## Résumé
Dans Adultère, Paulo Coelho raconte le destin d’une femme mariée, Linda, journaliste mère de famille comblée. Or, cette petite vie bien rangée l’ennuie. Ce n’est que, lorsqu’au hasard d’une interview, elle retrouve un ancien flirt de jeunesse devenu politicien, qu’elle renouera avec la passion.
Elle se plaint, "vois ce que je deviens !" Serre-moi bien, dans nôtre pays serein. C'est l'histoire de l'arrogance d'une femme, l'histoire de ses aventures, ses découvertes, de ses errances sexuelles; de ses désordres; quand le temps l'a enrichie, protégée, sécurisée dans son statut, ses affections, sa situation.
C'est le récit de ses surenchères, sexuelles, caractérielles, consuméristes. Elle est journaliste, il est haut placé... L'autre aussi, qui lui fera découvrir sa face sombre, ses désirs mimétiques non souhaités, ses actions éloignées de ses vrais désirs. Elle retrouvera un autre équilibre après avoir évolué et bien profité des circonstances, bien à l'abri de sa prudence et de son plaisir primaire, malgré ses déconvenues. Et ce dans le cocon protecteur de l'opulence et de la distraction ; pour vivre son spleen, ses fantasmes, son épanouissement aussi... pense-t-elle.